# Tuomo Suntola

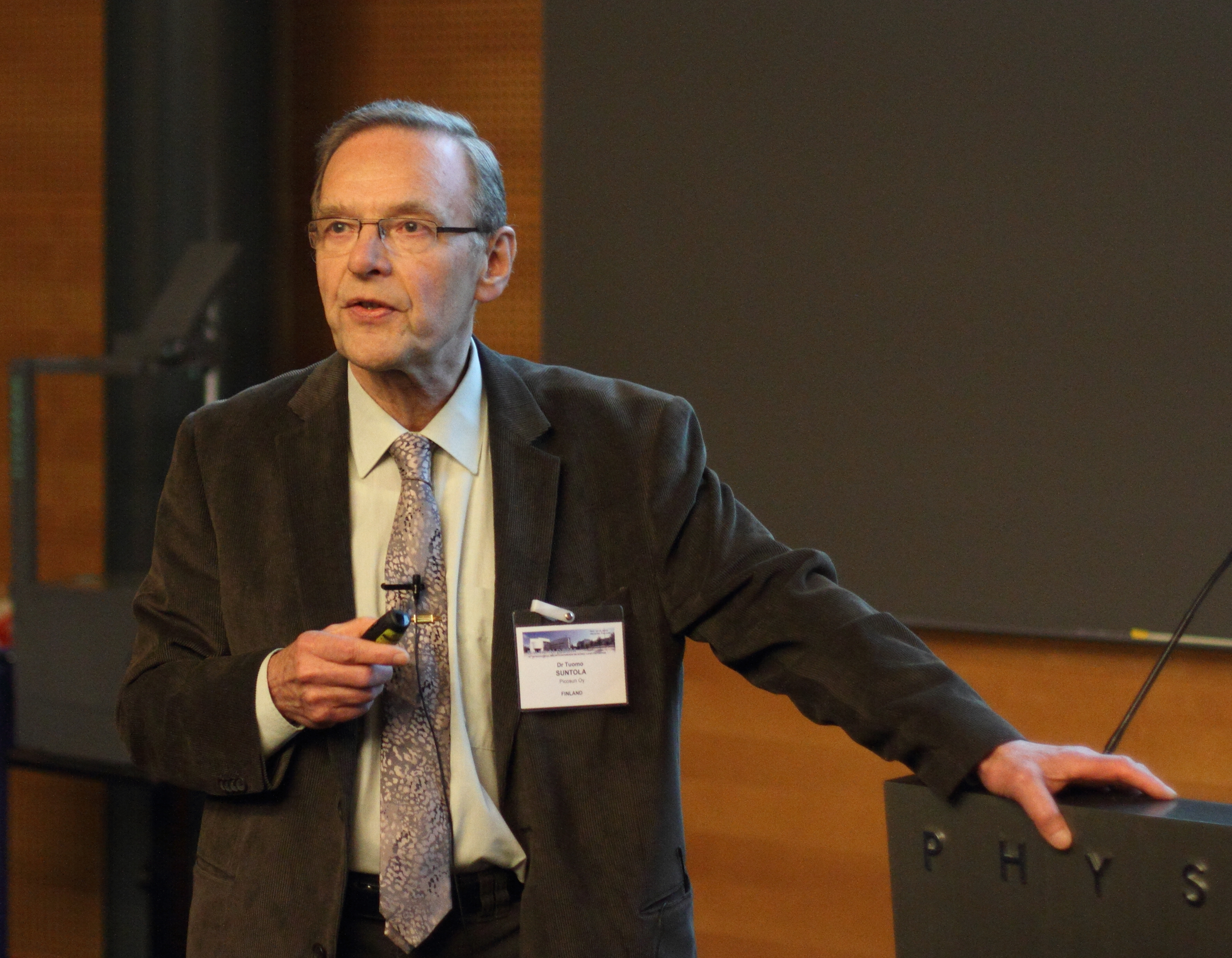
Tuomo Suntola

Tuomo Suntola, född 1943, är en finländsk industri- och akademisk forskare, uppfinnare och föreläsare. Hans forskning är inom halvledarfysik och på senare tid kosmologi.

## Biografi
Tuomo Suntola fick sin Ph.D. från Tekniska högskolan 1971 och är docent i fysik vid Tammerfors tekniska universitet sedan 1975, där han föreläst om halvledarfysik 1972–78.  Suntola är författare till många vetenskapliga artiklar och böcker om halvledarteknik och förnybar energi. Han var forskare vid Fortum Corporation 1997–2003, därefter pensionerad. Han har uppfunnit nya mikroapparater och materialprocesser, bland annat så kallad atomlagersepitaxi som används inom nanoteknik och i avancerad tillverkning av integrerade kretsar. För detta tilldelades han 2004 års ”European Semi Award” och 2018 "Millenniumpriset för teknologi". 
Suntola är medlem av den finska Akademin för Tekniska Vetenskaper (TTA) sedan 1983 och var styrelseledamot 1988–93. Han är styrelseledamot i Mentorsprogrammet sedan 1999 och suppleant i VTT, Teknikstiftelsens i Finland styrelse, sedan 1991. Han har ett antal patent och har publicerat åtskilligt inom områdena materialvetenskap, tunnfilmsteknik och ytkemi. Som kosmolog har Suntola sedan början på 1990-talet förespråkat en egen alternativ modell som han kallar Dynamic Universe.
På senare år har Suntola engagerat sig alltmer för frågor kring kosmologiska problem, där han strävat efter en holistisk syn på den observerbara fysiska verkligheten och begreppet relativitet. Han menar att The Dynamic Universe presenterar ett sådant perspektiv. I Dynamic Universe, DU-modellen konverterar han Einsteins rumtid i dynamiska koordinater till dynamisk rymd i absoluta koordinater. Istället för att kröka rumskoordinaterna att överensstämma med observationer som i relativitetsteorin, behandlar han universum i sig som dynamiskt. Universum expanderar och ljushastigheten identifieras med expansionens hastighet. I DU är ljushastigheten alltså inte konstant. Universums form antas vara en hypersfär, där sfärens yta representerar den tre-dimensionella rymden, medan den radiella koordinaten är osynlig för oss. Modellen var ursprungligen avsedd att bli en beräkningsmässigt enkel approximation av den allmänna relativitetsteorin att användas i satelliters navigationssystem. Den har visat sig överensstämma med denna inom solsystemet. På jorden är skillnaden mellan DU och relativitsteorin för den välkända formeln E=mc² omkring 10−6.

## Valda publikationer
- T. Suntola, Atomic Layer Epitaxy, Handbook of Thin Film Process Technology, Institute of Physics (IOP) Publishing Inc., (1994).
- T. Suntola, Theoretical Basis of the Dynamic Universe, Suntola Consulting Ltd. (2004)  ISBN 952-5502-10-4
- Tuomo Suntola and Robert Day, Supernova observations fit Einstein-deSitter expansion in 4-sphere, (2004), arXiv/astro-ph/0412701